# Atrichopogon attentus
Atrichopogon attentus är en tvåvingeart som beskrevs av Oskar Augustus Johannsen 1931. Atrichopogon attentus ingår i släktet Atrichopogon och familjen svidknott. Inga underarter finns listade i Catalogue of Life.